# J-pop
J-pop (em japonês: ジェイポップ; romaniz.: jeipoppu; lit. abreviação de "pop japonês" ou ainda "música popular japonesa" é um gênero musical que entrou no mainstream musical do Japão na década de 1990. O J-pop moderno tem suas raízes na música japonesa tradicional, mas significativamente na música pop, rock e bubblegum pop dos anos 1960, de artistas como The Beatles e The Beach Boys, que influenciou a banda Happy End a criar uma fusão entre o rock com música japonesa no início dos anos 1970. O J-pop foi ainda mais definido por grupos de new wave no final da década de 1970, particularmente a banda eletrônica de synthpop Yellow Magic Orchestra e a banda pop rock Southern All Stars.

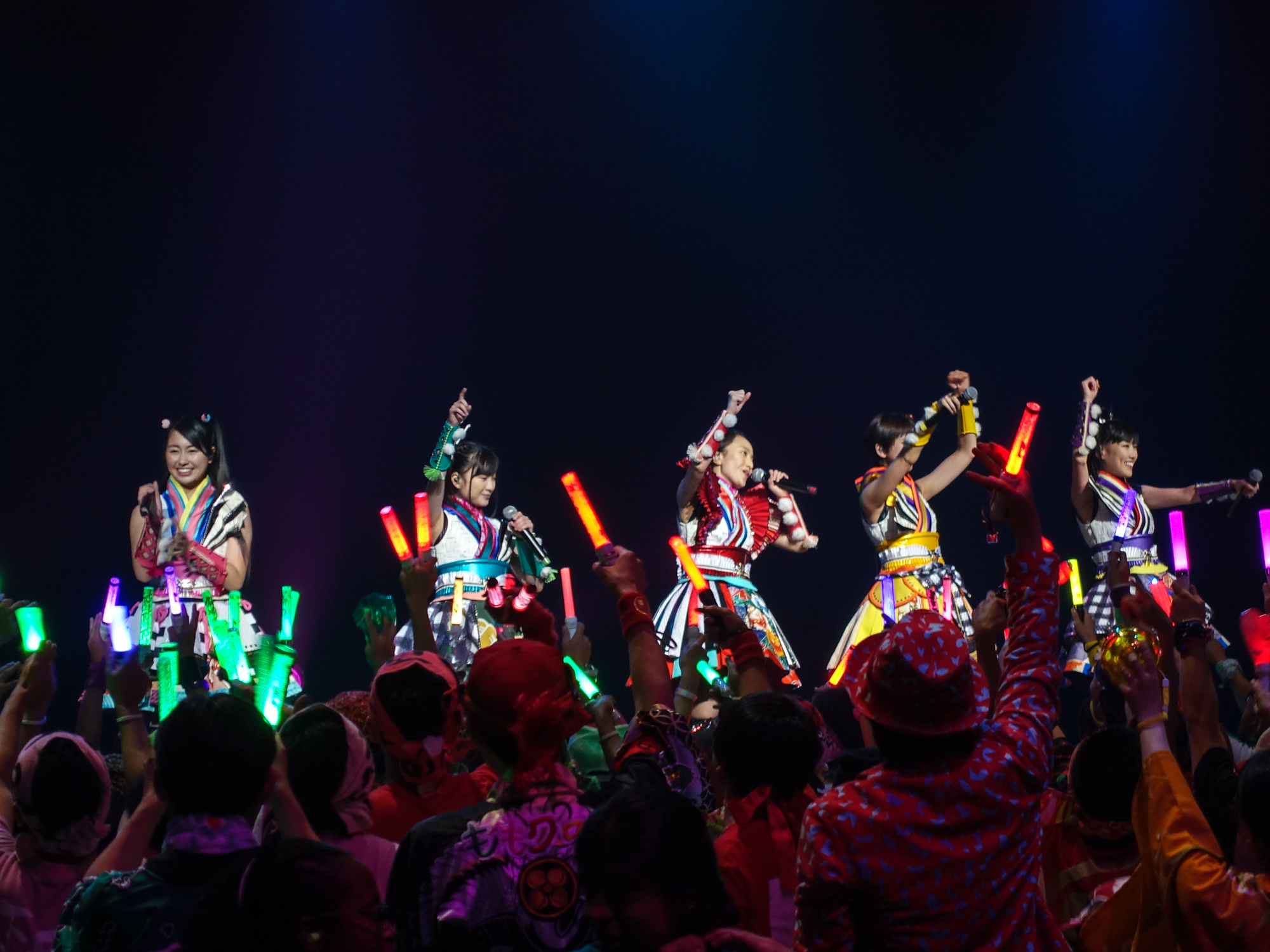
Grupo de J-pop Momoiro Clover Z durante apresentação.

Eventualmente, o J-pop substituiu o "kayōkyoku" (um termo para música pop japonesa da década de 1920 a 1980) na cena musical do país. O termo foi cunhado pela mídia japonesa para distinguir a música japonesa da estrangeira e hoje se refere à maioria das músicas populares japonesas.

## Forma e definição
A origem do moderno J-pop é dito ser no de rock de língua japonesa inspirada em artistas como The Beatles. Ao contrário do gênero de música japonesa chamado kayōkyoku, J-pop usa um tipo especial de pronúncia, que é semelhante à do inglês. Um cantor notável para fazer isso é Keisuke Kuwata, que pronunciou a palavra japonesa karada ("corpo") como kyerada. Além disso, ao contrário da música ocidental, a segunda maior (sol e lá) geralmente não era usado na música japonesa antes que o rock se tornasse popular no Japão, com exceçāo na art music. Quando o Group sounds tornou-se popular, inspirado pelo rock ocidental, a música pop japonesa adotou a segunda maior, que foi usado nos sons finais das canções "I Want to Hold Your Hand" dos Beatles e (I Can't Get No) Satisfaction dos Rolling Stones. Embora a música pop japonesa tenha mudado de uma música com base na escala pentatônica japonesa e no tetracorde distorcido, para uma música mais ocidentalizada ao longo do tempo, o estilo tradicional de canto japonês permaneceu popular dentro da música pop japonesa, como a de Ringo Shiina.
Em primeiro lugar, o termo J-pop foi usado apenas para músicos de estilo ocidental no Japão, como Pizzicato Five e Flipper's Guitar, logo após a estação de rádio japonesa J-Wave ter sido lançada. Por outro lado, Mitsuhiro Hidaka, da AAA da Avex Trax, diz que o J-pop foi originalmente derivado do gênero Eurobeat. No entanto, o termo tornou-se um termo guarda-chuva geral, abrangendo outros gêneros musicais — como a maioria do rock japonês da década de 1990.
Em 1990, a subsidiária japonesa da Tower Records definiu o J-pop como toda a música japonesa pertencente à Recording Industry Association of Japan, exceto a música japonesa independente (que eles denominam "J-indie"); suas lojas começaram a usar classificações adicionais, como J-club, J-punk, J-hip-hop, J-reggae, J-anime e visual kei até 2008, depois de músicos independentes começarem a lançar obras através das principais gravadoras.

## História

### Origens
A história do J-pop pode ser traçada como o jazz, que se tornou popular durante o início do Período Shōwa. O jazz reintroduziu vários instrumentos musicais, anteriormente utilizados apenas para tocar música clássica ou marchas militares, em bares e clubes. O estilo também adicionou o elemento da diversão à cena musical japonesa. Como resultado, o  Ongaku Kissa (em japonês: 音楽喫茶; romaniz.: Ongaku Kissa; lit. Bar musical) tornou-se muito popular graças à isso.
Sob a pressão do exército imperial durante a Segunda Guerra Mundial, a prática da música de jazz foi interrompida temporariamente. No final da guerra, os soldados americanos e a Far East Network  - que ocuparam o Japão naquela época - introduziram uma série de novos estilos musicais para o país. Boogie-woogie, mambo, blues e música country foram interpretadas por músicos japoneses para tropas americanas. Canções como Tokyo Boogie-Woogie, de Shizuko Kasagi (1948), Tennessee Waltz, de Chiemi Eri (1951), Omatsuri Mambo, de Hibari Misora e Omoide no Waltz, de Izumi Yukimura se tornaram populares. Músicos e bandas estrangeiras, incluindo Jazz at the Philharmonic e Louis Armstrong, chegaram a tocar no Japão. 1952 é declarado o ano do boom do jazz, mas o próprio gênero requer um alto nível técnico e difícil de tocar. Como resultado, muitos músicos japoneses amadores se voltaram para a música country, muito mais fácil de aprender e tocar. Houve uma proliferação deste gênero musical no Japão.
Em 1956, a loucura do rock and roll começou com uma banda de música country conhecida como Kazuya Kosaka & The Wagon Masters e sua versão de Heartbreak Hotel de Elvis Presley. O rock atingiu o pico em 1959 com a produção de um filme com performances de várias bandas de rock japonesas.
A música foi chamada de "rockabilly" (ou rokabirī) pela imprensa japonesa. Os artistas aprenderam a tocar música e a traduzir as letras de músicas americanas populares, resultando no nascimento de Cover Pops (カ ヴ ァ ー ッ ポ ッ プ ス, Kavā poppusu). O movimento rockabilical atingiria seu pico quando 45.000 pessoas assistiram as performances de cantores japoneses no primeiro Nichigeki Western Carnival em uma semana de fevereiro de 1958.
A divisão do rock and roll nos Estados Unidos foi rapidamente seguida pelo Japão. Muitos grupos japoneses são muito influenciados pelos equivalentes americanos. Alguns artistas tentaram unir música pop japonesa tradicional com rock. Entre aqueles que o fazem, Kyu Sakamoto com a música Ue wo muite arukō, conhecido em outros lugares do mundo como Sukiyaki. Outros artistas decidiram tocar música e traduzir as letras de canções populares americanas, que deram origem à capa pop. Sua popularidade diminuiu, no entanto, quando o rádio e a televisão deram a todos a oportunidade de ouvir os artistas por trás dessas músicas. No entanto, o conceito de karaokê e sua popularidade provavelmente podem ser atribuídos a esse fenômeno.
No início da década de 1960, algumas musicas japonesas ficaram influenciadas pelo avivamento da música folclórica americana; esse estilo ficou conhecido como fōku (フォーク, literalmente: "folk"), embora o gênero de música fosse principalmente covers de músicas originais. No final da década de 1960, The Folk Crusaders tornou-se famoso e a música undeground em torno desse tempo era chamada de fōku.  Tal como acontece com enka, os cantores japoneses de fōku Wataru Takada realizaram satiras sociais.

### Décadas de 1970 e 1980
No período desde o início da década de 1970 até meados da década de 1980, surgiram canções simples com um único violão para arranjos musicais mais complexos conhecidos como new music (ニューミュージック, nyū myūjikku). No lugar das mensagens sociais, as canções se concentraram em eventos ou sentimentos de vida como o amor. Takuro Yoshida e Yosui Inoue são dois artistas notáveis desta new music.
Na década de 1980, o termo city pop (シティーポップ, Shitī Poppu) é usado para descrever um tipo de música popular que tem a cidade grande como tema. Tóquio, em particular, inspirou muitas canções desse tipo. É difícil determinar um limite preciso entre City Pop e New Music e muitas músicas correspondem a ambas as categorias. Wasei pop (literalmente pop do Japão) rapidamente se tornou uma expressão comum tanto para o city pop, quanto para o new pop. No início da década de 1990, o "J-pop" tornou-se o termo comum para descrever a maioria dessas músicas populares. O final da década de 1970 viu o surgimento de uma das bandas de rock japonesas mais populares de todos os tempos, Chage & Aska. Um grupo de cantores e compositores masculinos muito populares, Chage (Shuji Shibata) e Ryo Aska (Shigeaki Miyazaki), fizeram uma série de sucessos sem precedentes durante os anos 1980 e 1990 e se tornaram os artistas mais famosos do rock asiático. A turnê "Asian Tour II/Mission Impossible" foi a maior turnê já organizada por uma banda japonesa - os ingressos para as 61 datas no Japão, Hong Kong, Singapura e Taiwan foram vendidos desde o primeiro dia. Ryo Aska é amplamente considerado hoje como um dos melhores compositores do Japão. No entanto, com o surgimento da dance-pop japonesa, inaugurada por Namie Amuro (antes de se voltar para R&B) e Tetsuya Komuro no final da década de 1990, a popularidade de bandas de rock como Chage & Aska diminuiu.
Também formado no final da década de 1980, o grupo chamado B'z é agora o maior grupo japonês, com mais de 80 milhões de discos vendidos e muitos registros (como o maior número de gravações consecutivamente, no primeiro lugar no ranking Oricon). O líder do grupo, o guitarrista Tak Matsumoto, também é o único asiático que tem uma guitarra Gibson Les Paul assinada  e a impressão de suas mãos no RockWalk Boulevard em Los Angeles (e seu parceiro, o cantor Koshi Inaba). Como muitas bandas japonesas, B'z toca muitos gêneros. Se pudermos defini-lo como uma banda de pop rock, B'z passeia por muitos estilos de rock, como o hard rock, sem esquecer o jazz. Na verdade, Tak Matsumoto, que tem uma carreira solo instrumental paralela, ganhou o Grammy Award pelo melhor álbum pop instrumental em 2011 com o guitarrista americano Larry Carlton, por um álbum de jazz instrumental.

### Desde a década de 1990
O R&B tornou-se popular no Japão no final de 1990, com o início da carreira de Utada Hikaru e seu primeiro single Automatic / Time Will Tell . Seu primeiro álbum, First Love vendeu cerca de 7,65 milhões de cópias, alcançando o álbum mais vendido de todos os tempos, e as melhores vendas para um primeiro álbum. Enquanto isso, a música pop ainda era popular no Japão com artistas solistas, como Ayumi Hamasaki, Mai Kuraki e Ami Suzuki, e grupos femininos como a Speed e Morning Musume.
Desde o início dos anos 2000 , as influências do R&B e do hip-hop foram mais fortes do que nunca. Grupos que podem ser chamados de J-hip-hop/rock como Orange Range e Ketsumeishi estão no topo do ranking Oricon, com algumas bandas de pop/rock mais antigas como Mr. Children, B'z e Southern All Stars. Namie Amuro é hoje considerada como uma das artistas mais famosas do R&B japonês.

### Impacto na cultura popular
O J-pop é parte integrante da cultura japonesa. É usado em todos os lugares: anime, lojas, comerciais, filmes, programas de rádio ou televisão e videogames. As músicas J-pop são freqüentemente tocadas em um ritmo acelerado, e algumas pessoas acham difícil apreciar. Nos programas de anime ou televisão, e especialmente o dorama, as canções de abertura e encerramento são muitas vezes alteradas várias vezes por ano. Como a maioria dos programas tem uma canção de abertura e encerramento, é possível que um programa tenha até oito canções em uma temporada.
A grande quantidade de músicas realizadas é uma constante renovação do J-pop. Vários artistas farão apenas um álbum e alguns singles antes de desaparecer anonimamente. É muito difícil ficar no centro das atenções, e os artistas que estão ganhando popularidade ao longo de uma década são considerados muito talentosos. Grupos como Dreams Come True, Chage & Aska, B'z, Southern All Stars, The Pillows e TUBE que foram bem sucedidos por mais de 15 anos podem ser considerados sucessos fenomenais.
Nos últimos cinco anos, o surgimento de um estranho fenômeno novo do sul do Japão. Em torno de Fukuoka e Ōita, grupos formados artistas japoneses e estrangeiros viram sua popularidade aumentar de repente. Esta popularidade atrai a atenção de várias grandes empresas de música, como a Sony Music Entertainment Japan. Exemplos incluem Fever, Dr. Funkinstein, Flower, The Routes, Def Tech, F8 e The James Heneghan Acoustic Roadshow.